# Hitchhiker 1

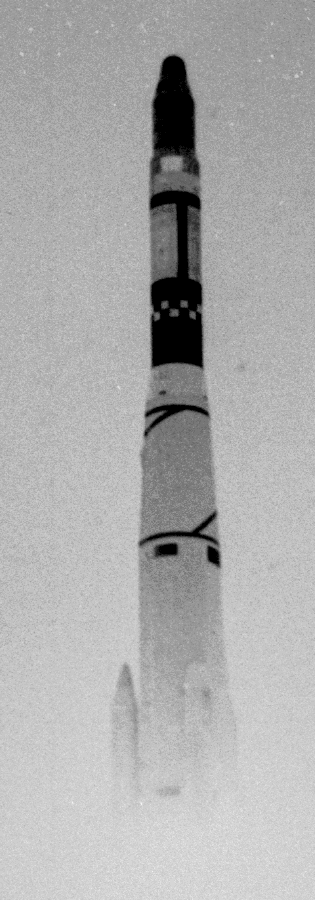
lançamento do Hitchhiker 1

Hitchhiker 1 foi um satélite científico dos Estados Unidos lançado em 27 de junho de 1963.